# نیکلا انار
نیکلا انار (انگلیسی: Nicolas Hénard؛ زادهٔ ۱۶ سپتامبر ۱۹۶۴) قایقران اهل فرانسه است.